# طواس (الخليل)
‌طَواس تجمع فلسطيني ضمن مجلس قروي سكة وطواس غرب محافظة الخليل جنوب الضفة الغربية. وقع تحت الاحتلال الإسرائيلي بعد حرب 1967.
بلغ عدد سكان التجمع نحو 204 نسمة وفقًا للتعداد السكاني الفلسطيني عام 2017.